# 南谷地
南谷地（英語：South Valley）是位于美国纽约州卡特罗格斯县的一个镇，地处卡特罗格斯县的西南角、詹姆斯敦以东。2010年美国人口普查时，该镇有264人。 1798年，贵格会传教士最早在此地定居。1847年，南谷地镇正式建立。